# العلاقات السيشلية المولدوفية
العلاقات السيشلية المولدوفية هي العلاقات الثنائية التي تجمع بين سيشل ومولدوفا.

## مقارنة بين البلدين
هذه مقارنة عامة ومرجعية للدولتين:
| وجه المقارنة                                              | سيشل                                                | مولدوفا                           |
| --------------------------------------------------------- | --------------------------------------------------- | --------------------------------- |
| المساحة (كم2)                                             | 459                                                 | 33.85 ألف                         |
| عدد السكان (نسمة)                                         | 95.84 ألف                                           | 2.55 مليون                        |
| الكثافة السكانية (ن./كم²)                                 | 20.88 ألف                                           | 75.33                             |
| العاصمة                                                   | فيكتوريا                                            | كيشيناو                           |
| اللغة الرسمية                                             | لغة فرنسية، لغة إنجليزية، اللغة الكريولية السيشيلية | اللغة المولدوفية، اللغة الرومانية |
| العملة                                                    | روبية سيشلية                                        | ليو مولدوفي                       |
| الناتج المحلي الإجمالي (بليون دولار)                      | 1.49 مليار                                          | 8.13 مليار                        |
| الناتج المحلي الإجمالي (تعادل القوة الشرائية) بليون دولار | 2.54 مليار                                          | 17.94 مليار                       |
| الناتج المحلي الإجمالي الاسمي للفرد دولار أمريكي          | 15.48 ألف                                           | 3.65 ألف                          |
| الناتج المحلي الإجمالي للفرد دولار أمريكي                 | 26.42 ألف                                           | 4.98 ألف                          |
| مؤشر التنمية البشرية                                      | 0.772                                               | 0.693                             |
| رمز المكالمات الدولي                                      | +248                                                | +373                              |
| رمز الإنترنت                                              | .sc                                                 | .md                               |
| المنطقة الزمنية                                           | ت ع م+04:00                                         | ت ع م+02:00، ت ع م+03:00          |

## منظمات دولية مشتركة
يشترك البلدان في عضوية مجموعة من المنظمات الدولية، منها:
| علم المنظمة | اسم المنظمة                               | تاريخ انضمام سيشل | تاريخ انضمام مولدوفا |
| ----------- | ----------------------------------------- | ----------------- | -------------------- |
|             | يونسكو                                    | 18 أكتوبر 1976    | 27 مايو 1992         |
|             | وكالة ضمان الاستثمار متعدد الأطراف        | 15 سبتمبر 1992    | 9 يونيو 1993         |
|             | الأمم المتحدة                             | 21 سبتمبر 1976    | 2 مارس 1992          |
|             | الفريق المعني برصد الأرض                  | ?                 | ?                    |
|             | الاتحاد البريدي العالمي                   | ?                 | ?                    |
|             | البنك الدولي للإنشاء والتعمير             | 29 سبتمبر 1980    | 12 أغسطس 1992        |
|             | الاتحاد الدولي للاتصالات                  | 17 سبتمبر 1999    | 20 أكتوبر 1992       |
|             | منظمة حظر الأسلحة الكيميائية              | 29 أبريل 1997     | ?                    |
|             | مؤسسة التمويل الدولية                     | 11 يونيو 1981     | 10 مارس 1995         |
|             | المركز الدولي لتسوية المنازعات الاستشارية | 19 أبريل 1978     | 4 يونيو 2011         |
|             | منظمة الشرطة الجنائية الدولية             | 1 سبتمبر 1977     | ?                    |

## وصلات خارجية
- موقع وزارة الخارجية السيشلية
- موقع وزارة الخارجية المولدوفية